# Lockheed F-117
Die F-117A Nighthawk ist ein zweistrahliges einsitziges Flugzeug, das von Lockheed in den 1970er-Jahren für die US Air Force entwickelt und bis 1990 mit geringfügigen Modifikationen gefertigt wurde. Es handelte sich um das weltweit erste Kampfflugzeug, das erfolgreich Tarnkappentechnik zur Vermeidung von detektierbaren Abwärme- und Radarrückstrahlungen benutzte. Zwar wurde die F-117 im April 2008 offiziell außer Dienst gestellt, einzelne Flugzeuge werden allerdings Aufnahmen zufolge weiterhin für Tests genutzt.

## Geschichte

### Hintergrund und Lockheed Have Blue
Bei der Lockheed Have Blue handelt es sich um einen Machbarkeitsnachweis für ein Flugzeug mit Tarnkappentechnik, das schließlich in die F-117A mündete.

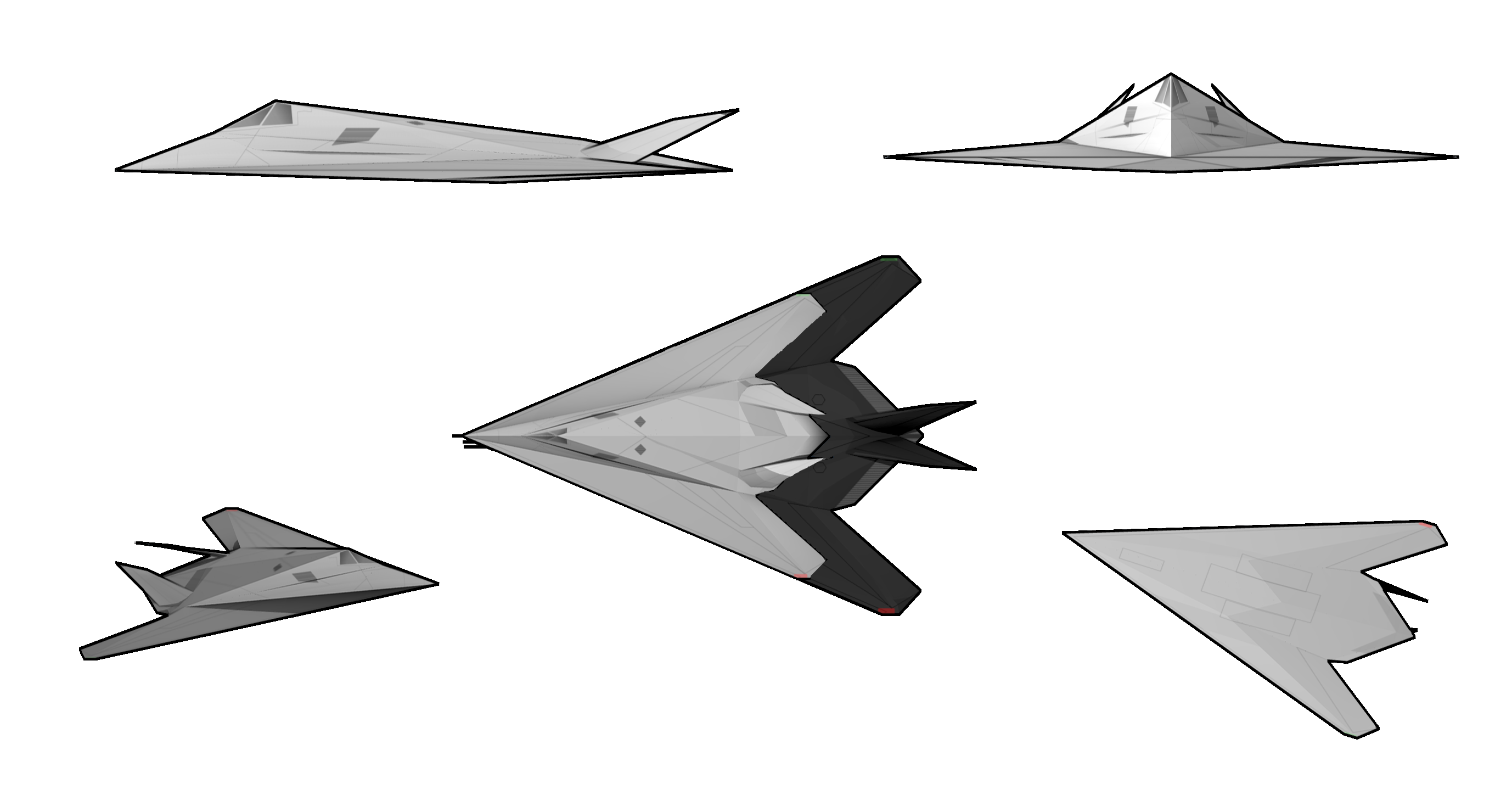
Skizzen der Lockheed Have Blue und Größenvergleich mit der F-117 in der Aufsicht

### Senior Trend und F-117A
1978 fiel die Entscheidung, die F-117 zu kaufen, als ein entsprechender Vertrag mit den Skunk Works in Burbank zustande kam (Codename: Senior Trend).
Der Erstflug fand am 18. Juni 1981 durch den Piloten Hal Farley von der Tonopah Test Range in Nevada statt. Die erste F-117A wurde im August 1982 ausgeliefert, die letzte im Sommer 1990.
Die Existenz der Maschine wurde vom US-Verteidigungsministerium erst im November 1988 bestätigt.
Die erste F-117-Einheit der Air Force, die 4450th Tactical Group, war ab Oktober 1983 einsatzbereit. Die rasche Fertigstellung der ersten Serienflugzeuge innerhalb von nur fünf Jahren ist vor allem dem Aeronautical Systems Center der Air Force auf der Wright-Patterson Air Force Base in Ohio zu verdanken, die dies durch ein optimiertes Testprogramm und die gute Zusammenarbeit mit dem Hersteller ermöglichte.
Der erste Kampfeinsatz einer F-117A erfolgte im Dezember 1989, als sechs Maschinen von Tonopah aus zu einem Bombenangriff in Panama (Operation Just Cause) aufbrachen. Im Januar 1991 eröffneten F-117A mit Angriffen auf Bagdad die Operation Desert Storm gegen den Irak. Im Dritten Golfkrieg wurden 40 F-117A eingesetzt und flogen 1270 Kampfeinsätze. Im März 2003 leiteten sie die Operation Iraqi Freedom ein.
Im Oktober 2006 bestätigte die US-Luftwaffe, dass die F-117A innerhalb der nächsten Jahre außer Dienst gestellt und durch die F-22 Raptor ersetzt werden solle. Ende 2006 legte die USAF die ersten zehn Nighthawks still und deaktivierte die 7th Fighter Squadron. Im März 2007 wurden die ersten sechs Maschinen zur Einlagerung zur Tonopah Test Range geflogen.
Einen Tag vor der offiziellen Außerdienststellung fanden die letzten F-117-Flüge am 21. April 2008 statt. Von der Holloman AFB aus starteten die letzten F-117 in Richtung Tonopah Test Range in Nevada.
Die ersten beiden F-22 kamen im Juni 2008 in Holloman AFB an.
Es war geplant, die F-117-Maschinen eventuell bereits ab 2016 nach Tucson auf die Davis Monthan Air Force Base zu überführen und sie dort der Verschrottung zuzuführen, um Wartungskosten zu sparen.
Wahrscheinlich wurden jedoch seit April 2008 bis heute (Stand 2019) vier bis sechs Flugzeuge auf der Tonopah-Basis für Flugversuche in Bereitschaft gehalten, um die Leistungsfähigkeit von Radarsystemen zur Erfassung von Stealth-Flugzeugen (z. B. das Northrop Grumman AN/APG-83 SABR) zu testen. Die bisher klarsten Fotos gelangen im Februar 2019 von zwei F-117A im Tiefflug über Südkalifornien. Während diese Flugzeuge ihren bekannten schwarzen Anstrich trugen, wurde im Juli 2019 eine F-117A über dem gleichen Gebiet beobachtet, die einen schwarz-weiß-grauen Anstrich zeigte, der mit einer neuen Aufgabe für dieses Flugzeug in Verbindung gebracht wird. Seit Januar 2021 darf die F-117 wieder von allen KC-135 Tankern betankt werden, was die Nutzungsmöglichkeiten erweitert, seit 2024 sind auch Betankungen an Boeing KC-46 zertifiziert.
Bis 2024 waren regelmäßig Flugzeuge im Einsatz und sollten es laut zeitgenössischer Angaben auch weitere 10 Jahre bleiben. Die Nighthawks sollen bis 2034 von der Tonopah Test Range (Area 52) aus als Aggressor zur Darstellung feindlicher Stealth-Flugzeuge und zur Erprobung von Radarsystemen dienen.

## Tarnkappen-Eigenschaften

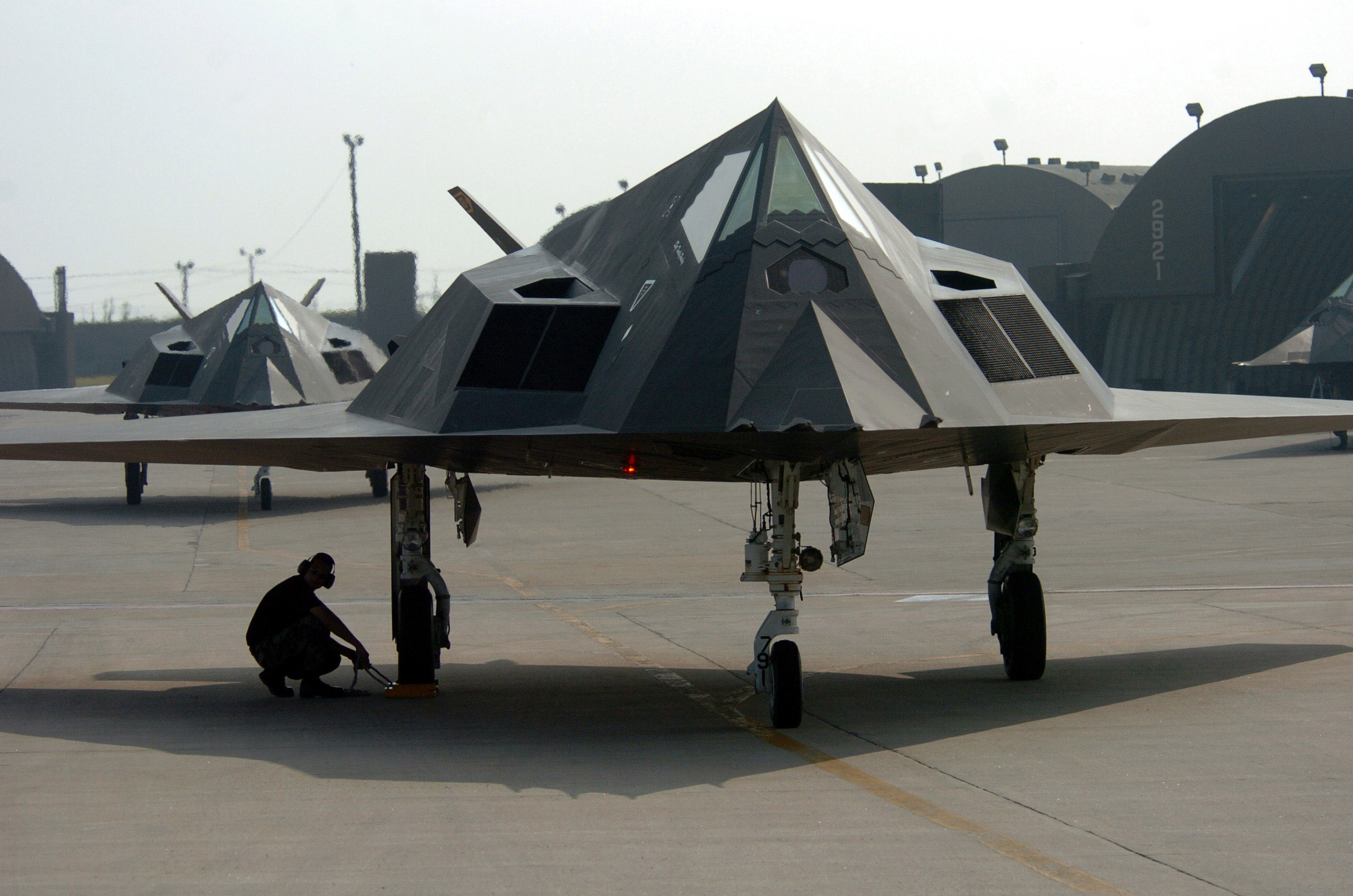
F-117 am Boden

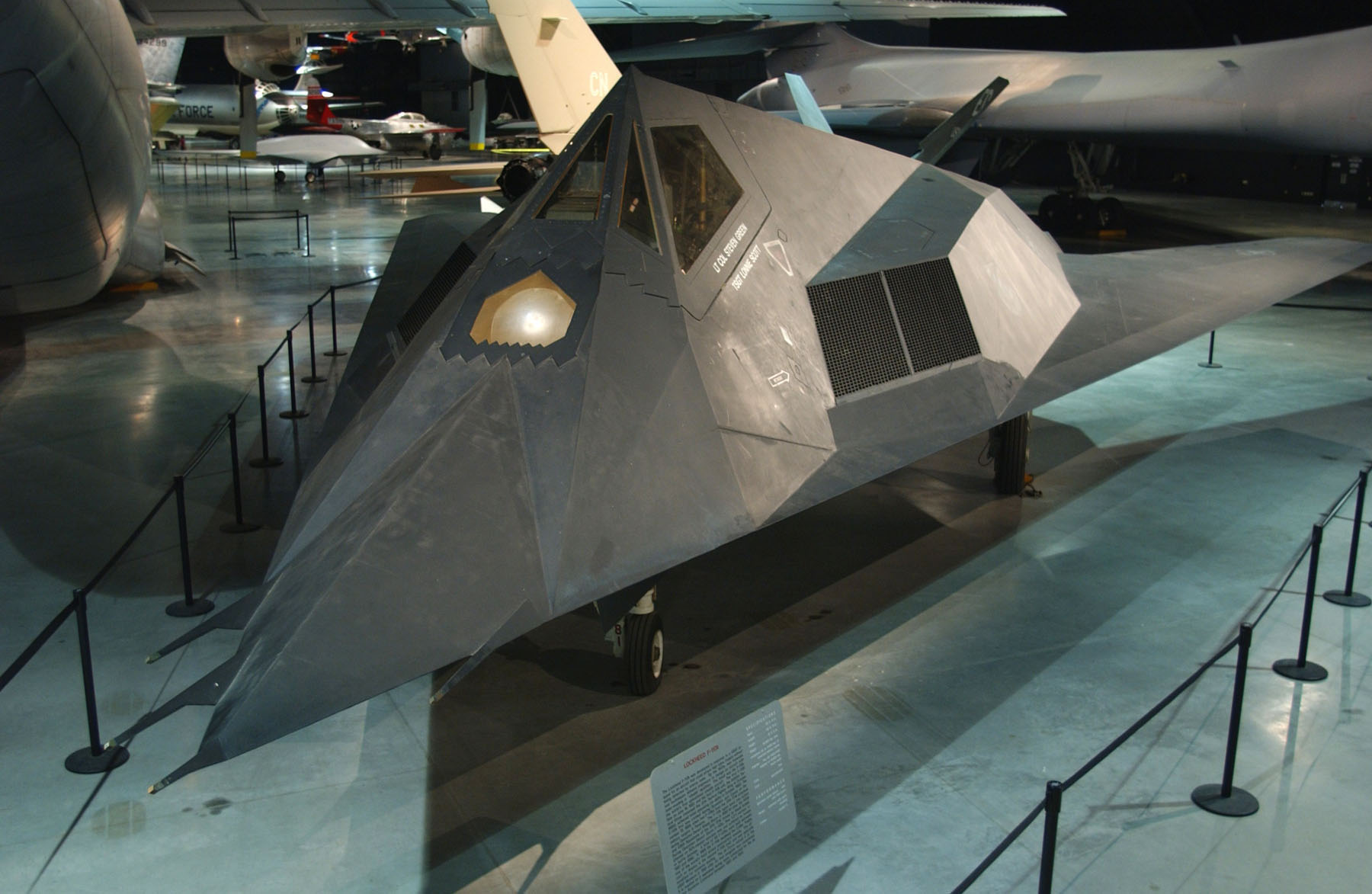
Auf diesem Bild ist die Facettierung der F-117 gut zu erkennen

Die Tarnkappen-Eigenschaften der F-117 beruhen auf ihrer besonderen Form mit aus ebenen Flächen zusammengesetztem Flugwerk und auf einer speziellen Beschichtung der Außenhaut. Diese besteht unter anderem aus elektrisch leitenden Kunststoff-Dipolen, abgestimmt auf die zu absorbierende Frequenz. Rund 80–90 Prozent der auftreffenden Radarstrahlung werden im Idealfall absorbiert. Auch die Cockpitverglasung enthält Dipolelemente, während die Lufteinläufe für die Triebwerke durch Gitter mit entsprechenden Eigenschaften abgedeckt sind.
Die Form ist so gewählt, dass bei normaler Fluglage am ganzen Flugzeug keine Flächenanordnung existiert, die Radarstrahlen direkt oder indirekt zum Empfänger reflektiert.
Unvermeidbar rückstrahlende Bauelemente sind einziehbar oder verdeckt angebracht. Die beiden Waffenschächte werden, wie die Fahrwerksbuchten, lediglich bei Bedarf geöffnet, die Kanten der Cockpitverglasung, Ruderflächen, Betankungseinrichtung und Sensorik sind entsprechend den oben genannten Prinzipien gestaltet.
Alle Methoden zusammengenommen vermindern effektiv den Radarquerschnitt, die Rückstrahlfläche und -intensität des Flugzeugs. Es gibt jedoch Radaranordnungen, die diese Methode unwirksam werden lassen. Bei modernen Tarnkappenflugzeugen wie der Northrop B-2 wird die facettierte Form nicht mehr verwendet, was unter anderem aerodynamische Vorteile bringt. Ein Grund, Facetten in der Flugzeugform zu benutzen, war es, die Konstruktion so weit zu vereinfachen, dass die damals verfügbaren Supercomputer ihr Radarecho noch errechnen konnten.
Die Beplankung der Außenhaut wird in Handarbeit gefertigt und beschichtet. Dies bedeutet auch, dass kein Flugzeug dem anderen gleicht, sie unterscheiden sich teilweise um mehrere Zentimeter in den Abmessungen. Ein defektes Beplankungselement kann daher in der Regel nicht einfach ersetzt werden, da man kaum ein passendes Teil im Lager finden wird. Es muss stattdessen vermessen und vom Hersteller nach diesen Maßen als Einzelstück gefertigt werden. Dies wird als einer der größten Nachteile der F-117 angesehen. Das F-117A-Programm hat nachgewiesen, dass es möglich ist, ein verlässliches und – die Außenhaut ausgenommen – wartungsfreundliches Tarnkappenflugzeug zu entwickeln und zu bauen. Die Wartungsstatistiken entsprechen in etwa denen anderer taktischer Kampfflugzeuge ähnlicher Komplexität. Das ursprünglich geplante Kampfwertsteigerungsprogramm, wobei die unterschiedlichen Flugzeuge dann auch einander angeglichen werden sollten, wurde nicht weiterverfolgt.

## Triebwerke

Risszeichnung Lockheed F-117

Der Antrieb besteht aus zwei nachbrennerlosen F404-Mantelstromtriebwerken von General Electric, die bis auf den fehlenden Nachbrenner baugleich mit denen der F/A-18 Hornet sind. Durch die Möglichkeit zur Luftbetankung ist die Reichweite nur durch die Leistungsfähigkeit des Piloten beschränkt.

## Avionik
Die HOTAS-Flugkontrollsysteme in Fly-by-wire-Technik sind vierfach redundant ausgelegt und mit künstlicher Stabilität ausgerüstet. Außerdem verfügt die F-117 über ein Instrumentenlandesystem (ILS), Global Positioning System (GPS), Forward Looking Infrared (FLIR)-System sowie JTIDS-Terminals (Joint Tactical Information Distribution System), ein Local Area Network (LAN) mit anderen ausgerüsteten Waffenträgern beispielsweise E-3 Sentry AWACS oder E-8 Joint-STARS-Bodenüberwachungsflugzeugen. JTIDS arbeitet im L-Band (960 bis 1215 MHz) unter Verwendung von Frequenzsprüngen und Verschlüsselung. Reichweite über 500 km. Als Schleudersitz dient der Advanced Concept Ejection Seat (ACES II).

## Bewaffnung
Die F-117 besitzt zwei Waffenschächte. Darüber hinaus ist die F-117 mit einem passiven Infrarot-Such-und-Zielsystem, genannt FLIR und DLIR, für Forward- bzw. Downward-Looking-Infra-Red ausgerüstet. Mit diesem ist die F-117 in der Lage, ein Ziel punktgenau zu treffen.
Die F-117 kann einen Großteil der derzeit in den Vereinigten Staaten produzierten lasergelenkten Bomben (Laser Guided Bombs, LGBs) einsetzen und ist mit fortschrittlichen Navigations- und Angriffssystemen ausgestattet, die in eine Avionik-Ausrüstung auf dem derzeitigen Stand der Technik integriert sind, die die Missionseffektivität steigert und den Piloten entlastet. Für Missionen, die in gut verteidigte Zielgebiete führen, wurde ein automatisiertes Missionsplanungssystem entwickelt, um die Überlebensfähigkeit der F-117 zu erhöhen. Dazu gehört ein auf GPS-Daten basierendes Terrain-Folgesystem für längeren Tiefflugeinsatz mit integrierter automatischer Echtzeit-Fluglagesteuerung, die selbsttätig die programmierten Ziele anzufliegen in der Lage ist, wobei Täuschungs- und Ablenkungsmanöver aufschaltbar sind.
Die F-117 kann in zwei Waffenschächten Waffen mit einem Gesamtgewicht von 2300 kg tragen. Die F-117 besitzt kein Radar, keine Bordkanone und ist nicht für die Bekämpfung von fliegenden Zielen ausgerüstet. Daher ist die Bezeichnung als „F-117“ nach dem Bezeichnungssystem für Luftfahrzeuge der US-Streitkräfte eigentlich regelwidrig.

### Gelenkte Bomben
- 2 × Lockheed-Martin GBU-12C/B „Paveway II“ (lasergelenkte 227-kg-Gleitbombe, basierend auf einer Mk.82-Sprengbombe mit Steuerung vorn und Lenksatz hinten)
- 2 × Lockheed-Martin GBU-10E/B „Paveway II“ (lasergelenkte 945-kg-Gleitbombe, basierend auf einer Mk.84-Sprengbombe mit Steuerung vorn und Lenksatz hinten)
- 2 × Lockheed-Martin GBU-27C/B „Paveway III“ (lasergelenkte 984-kg-Gleitbombe, basierend auf einer mit BLU-109/B-Penetrationsgefechtskopf versehenen Bombe mit Steuerung vorn und Lenksatz hinten)
- 2 × GBU-31 Joint Direct Attack Munitions (JDAM, satellitennavigationsgelenkte 1000-kg-Bombe, basierend auf einer Mk.84-Sprengbombe mit Steuerflügeln mittig)

### Ungelenkte Bomben
- 2 × B61 (taktische 340-kt-Nuklear-Freifallbombe)

## Zwischenfälle
- Der erste Absturz ereignete sich am 20. April 1982, als bei der Inbetriebnahme des Fluglagereglers ein Fehler unterlief. Die Signale der Gier- und Nickgeschwindigkeitsaufnehmer wurden vertauscht. Mit der Aktivierung des Systems unmittelbar nach dem Abheben und der damit steigenden Nickrate wurde ein Gierimpuls aktiviert. Das Flugzeug wurde damit unkontrollierbar, geriet in Rückenlage und stürzte unmittelbar danach ab. Der Pilot Robert Riedenauer wurde schwer verletzt und musste seine Pilotenlaufbahn aufgeben. Dieser Absturz ist in die Geschichte der schwerwiegenden Programmierfehler im Software Engineering eingegangen. (Flugzeug-Nummer 80-0785)
- Am 11. Juli 1986 flog eine Maschine während eines Übungsfluges bei Bakersfield (Kalifornien) direkt in einen Berg. Der Pilot kam dabei ums Leben. Offiziell wurden keine Gründe für den Absturz genannt. Sowohl ein Versagen der Terrainverfolgung oder des Autopiloten, als auch eine Desorientierung des Piloten könnten die Ursache gewesen sein. (Flugzeug-Nummer 80-0792)
- Ein Pilotenfehler war die Ursache für den Absturz am 14. Oktober 1987 in der Nähe von Tonopah. (Flugzeug-Nummer 80-0815)
- Am 14. August 1992 stürzte eine Maschine bei La Luz ab. Der Pilot konnte sich mit dem Schleudersitz retten. Grund war die fehlerhafte Montage einer Rohrleitung am Triebwerk. (Flugzeug-Nummer 80-0801)
- Am 10. Mai 1995 stürzte eine Maschine in der Nähe von Zuni während eines Übungsfluges ab, bei dem die Ausnutzung der Stealth-Eigenschaften und der Terrainverfolgung geübt werden sollten. Der Pilot kam ums Leben. (Flugzeug-Nummer 80-0822)
- Am 14. September 1997 brach bei einer Flugvorführung in der Nähe von Baltimore eine Tragfläche einer F-117 ab. Der Pilot konnte sich retten. Trotz schwerer Feuer an der Absturzstelle gab es keine ernsthaft Verletzten. Grund war das Fehlen von vier Befestigungsbolzen nach inkorrekt durchgeführten Wartungen, was zum Flattern der Tragfläche und deren Bruch führte. (Flugzeug-Nummer 80-0793)

Da mit den Maschinen häufig während der Nacht geflogen wird und eine Desorientierung zum direkten Absturz führen kann, wurden die Maschinen mit einer Schaltung ausgerüstet, die einen sogenannten Controlled flight into terrain verhindern soll.

## Verluste bei Kampfhandlungen

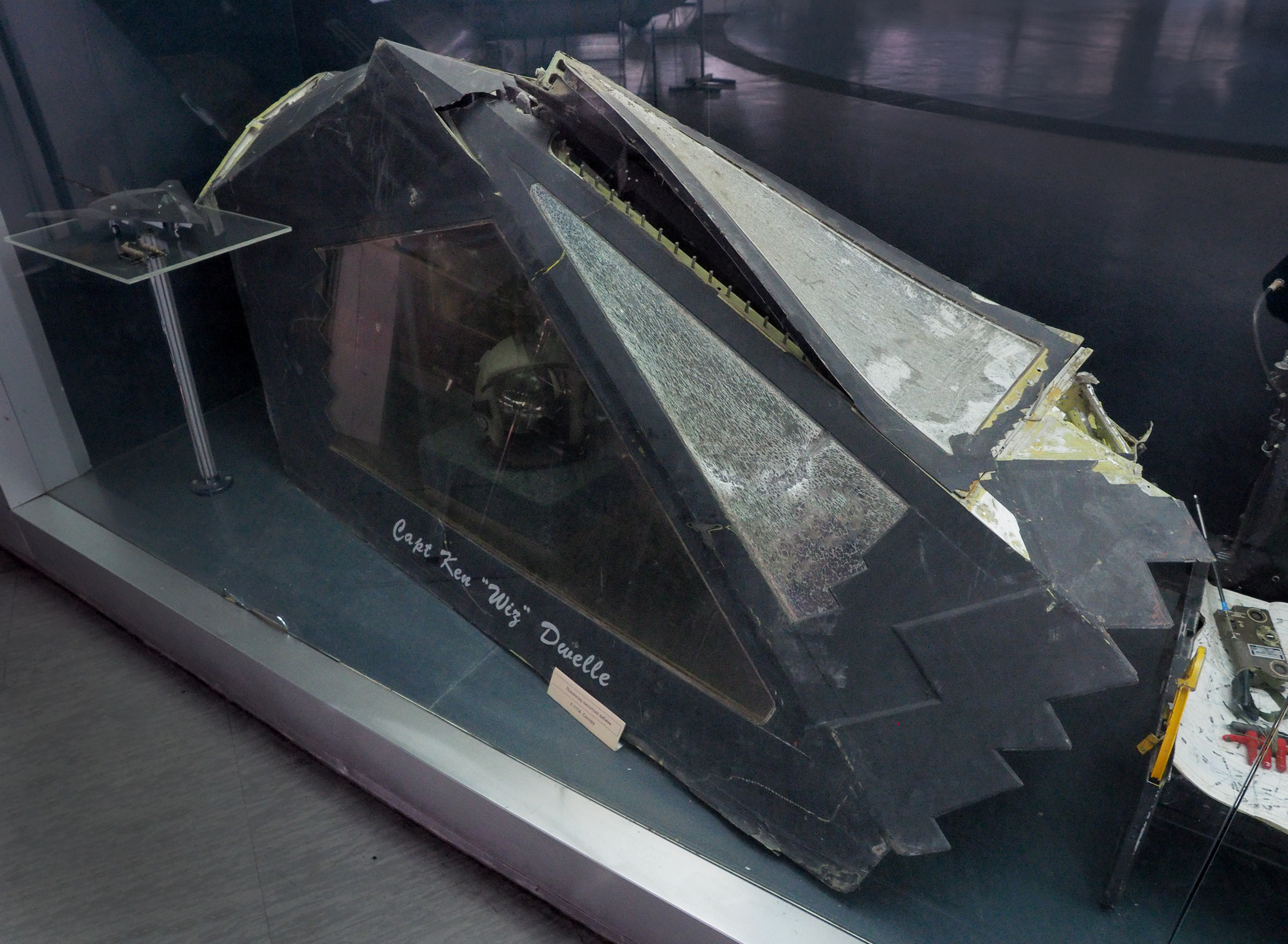
Cockpitdach der 1999 abgeschossenen F-117, Flugmuseum, Belgrad

Mindestens eine F-117 ging im Einsatz verloren. Während der NATO-Luftangriffe auf Ziele in Jugoslawien (Operation Allied Force) gelang es dem 3. Bataillon der serbischen Raketen-Brigade 250 unter Zoltán Dani, ausgerüstet mit einem P-18-Radar und S-125-Flugabwehrraketen, am 27. März 1999 die F-117A mit der Seriennummer 82-0806 abzuschießen. Der Pilot konnte sich mit dem Schleudersitz retten.
Die Serben machten die Wrackteile später russischen Ingenieuren zur Untersuchung zugänglich. Teile des Luftfahrzeugs befinden sich heute im Luftfahrtmuseum am Flughafen Belgrad.

Eine weitere Maschine wurde angeblich während der NATO-Luftangriffe so stark beschädigt, dass sie außer Dienst gestellt werden musste.

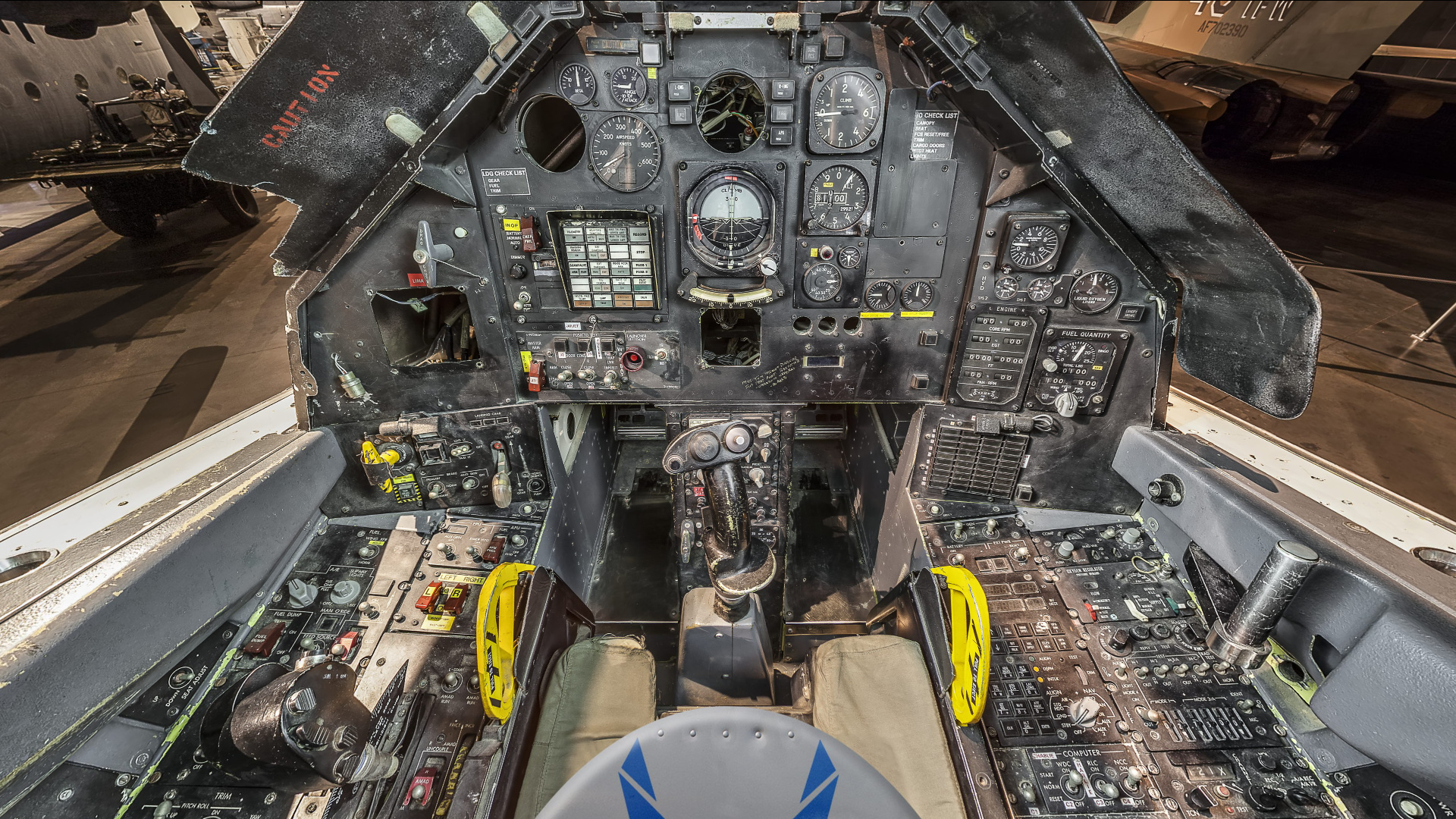
Cockpit einer ausrangierten Lockheed F-117A im National Museum of the United States Air Force

## Technische Daten
| Kenngröße              | Daten                                                                                |
| ---------------------- | ------------------------------------------------------------------------------------ |
| Besatzung              | 1                                                                                    |
| Länge                  | 20,08 m                                                                              |
| Spannweite             | 13,20 m                                                                              |
| Höhe                   | 3,78 m                                                                               |
| Flügelfläche           | 105,9 m²                                                                             |
| Flügelstreckung        | 1,6                                                                                  |
| Leermasse              | 13.381 kg                                                                            |
| max. Startmasse        | 23.814 kg                                                                            |
| Treibstoffkapazität    | 10.644 l (8.546 kg)                                                                  |
| Höchstgeschwindigkeit  | 1.040 km/h                                                                           |
| Dienstgipfelhöhe       | 15.560 m                                                                             |
| Einsatzradius          | 1.112 km                                                                             |
| Überführungsreichweite | 2.110 km                                                                             |
| Triebwerke             | 2 × Mantelstromtriebwerke General Electric F404-F1D2                                 |
| Schubkraft             | 2 × 48,06 kN                                                                         |
| Versionen              | 02 × Have Blue-Prototypen 05 × YF-117-Vorserienmaschinen 59 × F-117A-Serienmaschinen |
| Stückpreis             | 122 Mio. US-Dollar                                                                   |

## Bezeichnung und Spitzname
Der offizielle Name der Lockheed F-117 ist laut dem Department of Defence (DoD) Night Hawk, wobei Nighthawk selbst offiziell ebenso geläufig ist.
Die Maschine wurde von manchen Testpiloten „Wobblin’ Goblin“ (Flattergeist) genannt, speziell wegen ihrer unruhigen Flugeigenschaften beim Langsamflug und bei der Luftbetankung. Dieser Spitzname stammt aber noch aus der Have-Blue-Zeit, als die Maschine Stabilisierungsprobleme hatte und später Softwareprobleme bei der Stabilisierung von frühen F-117-Maschinen auftraten. Die Bezeichnung „Cockroach“ (Kakerlake) ist ebenfalls geläufig, jedoch wurde diese Bezeichnung von Programminsidern nie genutzt, sondern stammt vielmehr von Außenstehenden, nachdem das Flugzeug „öffentlich“ wurde.
Der erste interne Name war allerdings „Scorpion“, der auf einen verirrten Skorpion zurückging, der sich in einem Hangar der Testbasis fand.
Während der Operation Desert Storm bekamen sie auch den Spitznamen „Shaba“, das arabische Wort für Geist.